# Bischofswiesen
Bischofswiesen település Németországban, azon belül Bajorországban. Lakosainak száma 7111 fő (2023. december 31.). Bischofswiesen Bayerisch Gmain és Berchtesgaden községekkel határos.

## Népesség
A település népessége az elmúlt években az alábbi módon változott:
| Lakosok száma | 1328 | 6637 | 7475 | 7033 | 7510 | 7520 | 7461 | 7376 | 7219 | 7111 |
|               | 1875 | 1950 | 1975 | 1987 | 2012 | 2014 | 2016 | 2017 | 2021 | 2023 |